# Notre-Dame (Rioux)

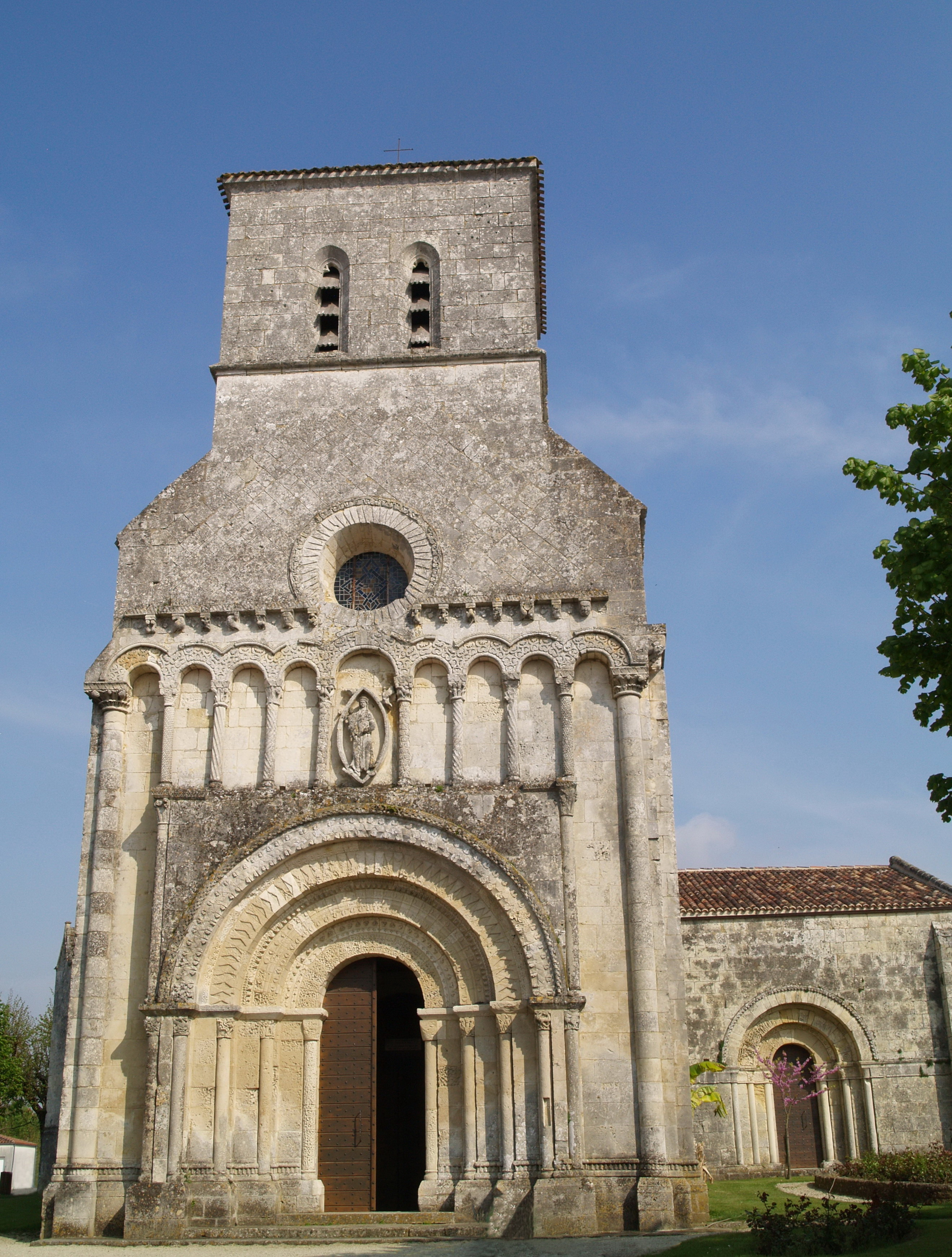
Kirche Notre-Dame in Rioux

Die Kirche Notre-Dame (auch Notre-Dame de l’Assomption) in der Gemeinde Rioux ist ein wichtiger Kirchenbau in der Saintonge. Die Kirche liegt im Département Charente-Maritime in der an imposanten romanischen Kirchenbauten überaus reichen ehemaligen Region Poitou-Charentes im Südwesten Frankreichs.

## Baugeschichte
Zur Baugeschichte der romanischen Kirche Notre-Dame sind keinerlei Daten oder andere Informationen (z. B. über Auftraggeber, Bauzweck etc.) überliefert. Angesichts der reichgegliederten Apsis und der aufwendigen Bauzier ist jedoch davon auszugehen, dass es sich bei dem Bau um eine ehemalige Prioratskirche gehandelt haben muss; über deren Mutterkloster jedoch weiter nichts bekannt ist. Die exakte Steinbearbeitung und der ausgereifte Bauschmuck machen eine Datierung um die Mitte des 12. Jahrhunderts wahrscheinlich. Der ursprünglich vorhandene Vierungsturm stürzte im 15. Jahrhundert ein und wurde durch einen Glockenaufsatz über der Westfassade ersetzt. Die Kirche wurde im Jahre 1903 als Monument historique eingestuft.

## Architektur
Architektur und Bauschmuck der Kirche Notre-Dame in Rioux ähneln in vieler Hinsicht derjenigen der Kirche Saint-Trojan im Nachbarort Rétaud, so dass man von ‚Schwesterbauten‘ sprechen kann. Es ist davon auszugehen, dass Baumeister und Steinmetze kurz nacheinander an beiden Bauten tätig waren.

### Steinmaterial
Zum Bau der Kirche wurde der unweit gebrochene helle Sandstein der Saintonge verwandt. An allen sichtbaren Bauteilen ist dieses Steinmaterial exakt behauen und beinahe fugenlos versetzt.

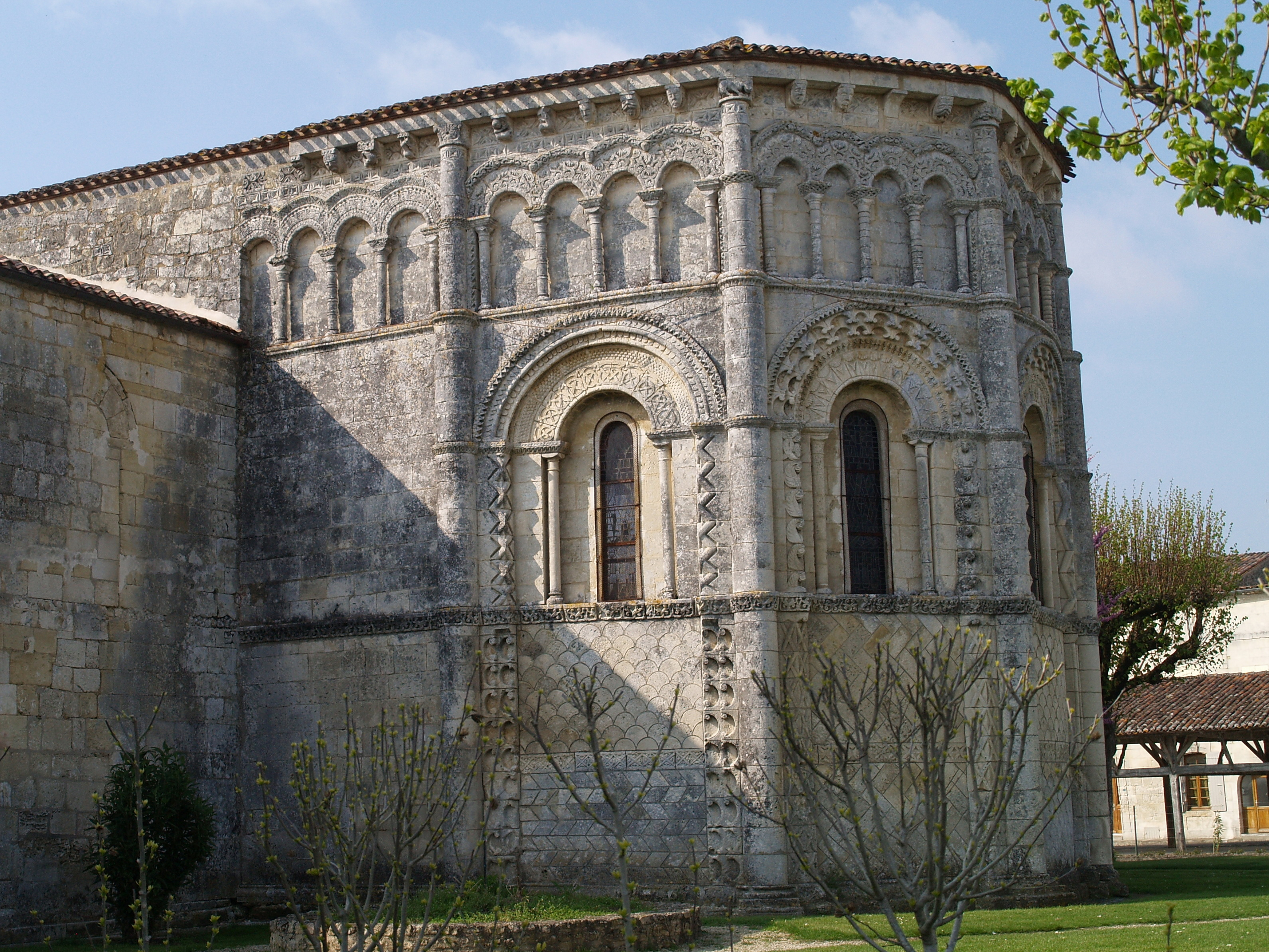
Außenapsis

### Apsis
Die außen polygonal gebrochene Apsis ist in den Ecken durch vorgestellte Dienste gegliedert, die mehrfach von horizontalen Gesimsen überschnitten werden und deren Querschnitt nach oben immer kleiner wird. Die Wandflächen werden durch große, reich ornamentierte Blendbögen und freistehende Vierer-Arkaden aufgelockert und überdies durch schräg gesetztes oder mit Schuppenmustern verziertem Mauerwerk, diverse Säulen und reichverzierte Bögen geschmückt. Das Chorjoch wird nicht durch Fenster belichtet, ist aber im oberen Teil an das Baudekor der Apsis angebunden. Hervorzuheben sind auch die dekorierten Paneele (Metopen) zwischen dem – teilweise figürlichen – Konsolenfries unterhalb der Dachtraufe.

### Seitenkapellen und Kirchenschiff
Die Kirche ist im Vierungsbereich durch später hinzugefügte Kapellenanbauten querschiffartig verbreitert worden. Die beiden Kapellen auf der Südseite stammen noch aus dem 12. Jahrhundert und haben ein eigenes (Friedhofs-)Portal, sind jedoch auch von der Kirche aus zugänglich; die Anbauten auf der Nordseite sind Zutaten des 15. und 20. Jahrhunderts. Die schmucklosen Außenwände des Kirchenschiffs werden durch Strebepfeiler gestützt und von großen Blendbögen ein wenig aufgelockert; die schmalen Fenster vermitteln beinahe den Eindruck einer Wehrkirche.

### Westfassade
Das Erdgeschoss der Westfassade besteht aus einem großen tympanonlosen, mehrfach zurückgestuften Archivoltenportal, das im Wesentlichen die gesamte Breite der Kirchenfassade einnimmt. Das abstrakte Dekor der Bögen ist zwar eindrucksvoll, kann jedoch mit dem der Apsis nicht konkurrieren. Seitlich wird die Fassade von zwei hohen Halbsäulenvorlagen gerahmt, die oben an eine Arkadenzone mit unterschiedlich dekorierten Säulen und Kapitellen angebunden sind; die Mittelarkade ist gegenüber den anderen leicht erhöht und beinhaltet eine Muttergottesstatue in einer Mandorla, die ehemals von Engeln emporgehoben wurde (Himmelfahrt Mariens). Die Fassade schließt ab mit einem Konsolenfries, der von einem – wahrscheinlich nachträglich eingebrochenen – Rundfenster unterbrochen wird.
Das Mauerwerk der Giebelwand ist rautenförmig gestaltet, wird aber seitlich von horizontal verlegten Steinen begrenzt. Über einem Gesims erhebt sich der schmucklose Glockenaufsatz aus dem 15. Jahrhundert, dessen Steine allesamt horizontal versetzt sind. Auch die Laibungen der Schallöffnungen haben keine eingestellten Säulchen etc.

### Innenraum
Das einschiffige Langhaus der Kirche ist in drei Joche unterteilt; das westliche ist durch nachträglich eingebaute Stützmauern zu einem Vorraum (Narthex) mit einer darüber befindlichen Empore umgestaltet worden. Das Kirchenschiff hat ein Tonnengewölbe, das von zwei romanischen Gurtbögen und einem – nachträglich eingezogenen – gotischen Stützbogen unterfangen ist. Die Langhauswände werden durch hohe Blendarkaden, die denen an der Außenwand vergleichbar sind, aufgelockert. Die im Innern nicht mehr polygonal gebrochene, sondern halbrunde Apsis wird durch fünf gleich hohe Fenster mit eingestellten Säulen belichtet, die ihrerseits wiederum von fünf Arkaden mit teilweise bewusst geknickten Säulenschäften gerahmt werden. Ein umlaufendes aufgemaltes Band mit Wappenschilden etc. (litre funéraire) stammt aus dem 16. Jahrhundert. Es ist besser erhalten als das in Rétaud.

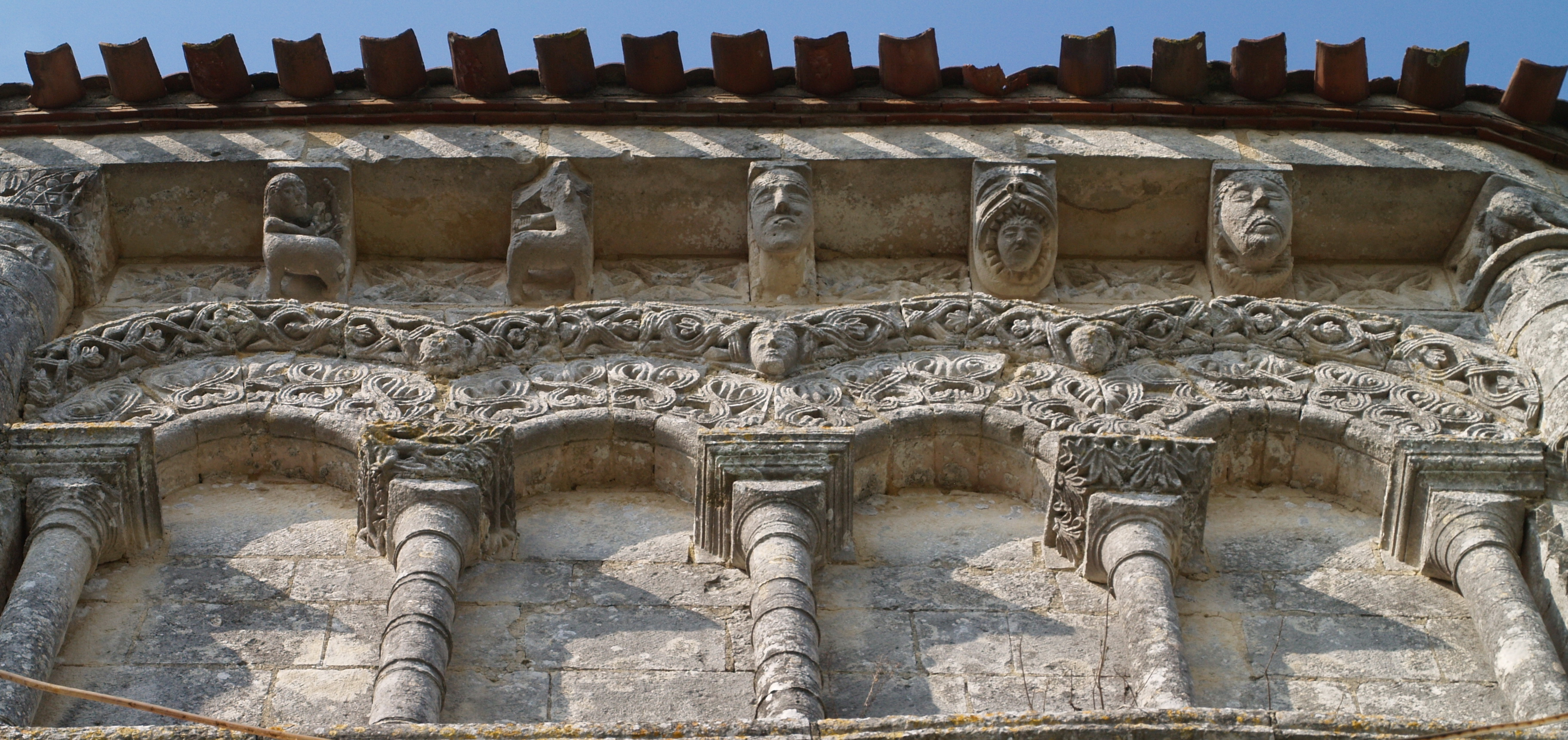
Arkaden und Konsolen
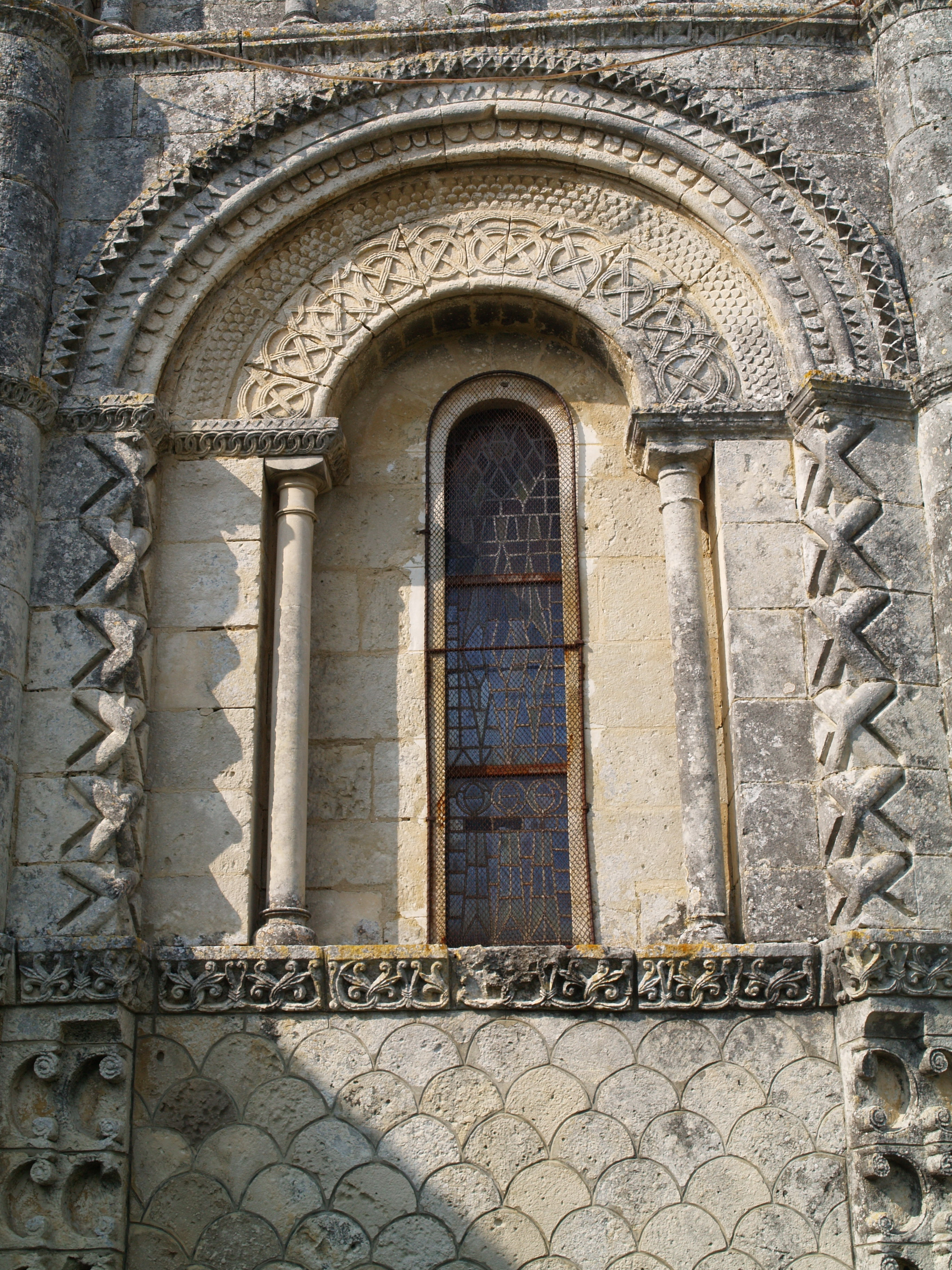
Apsisfenster
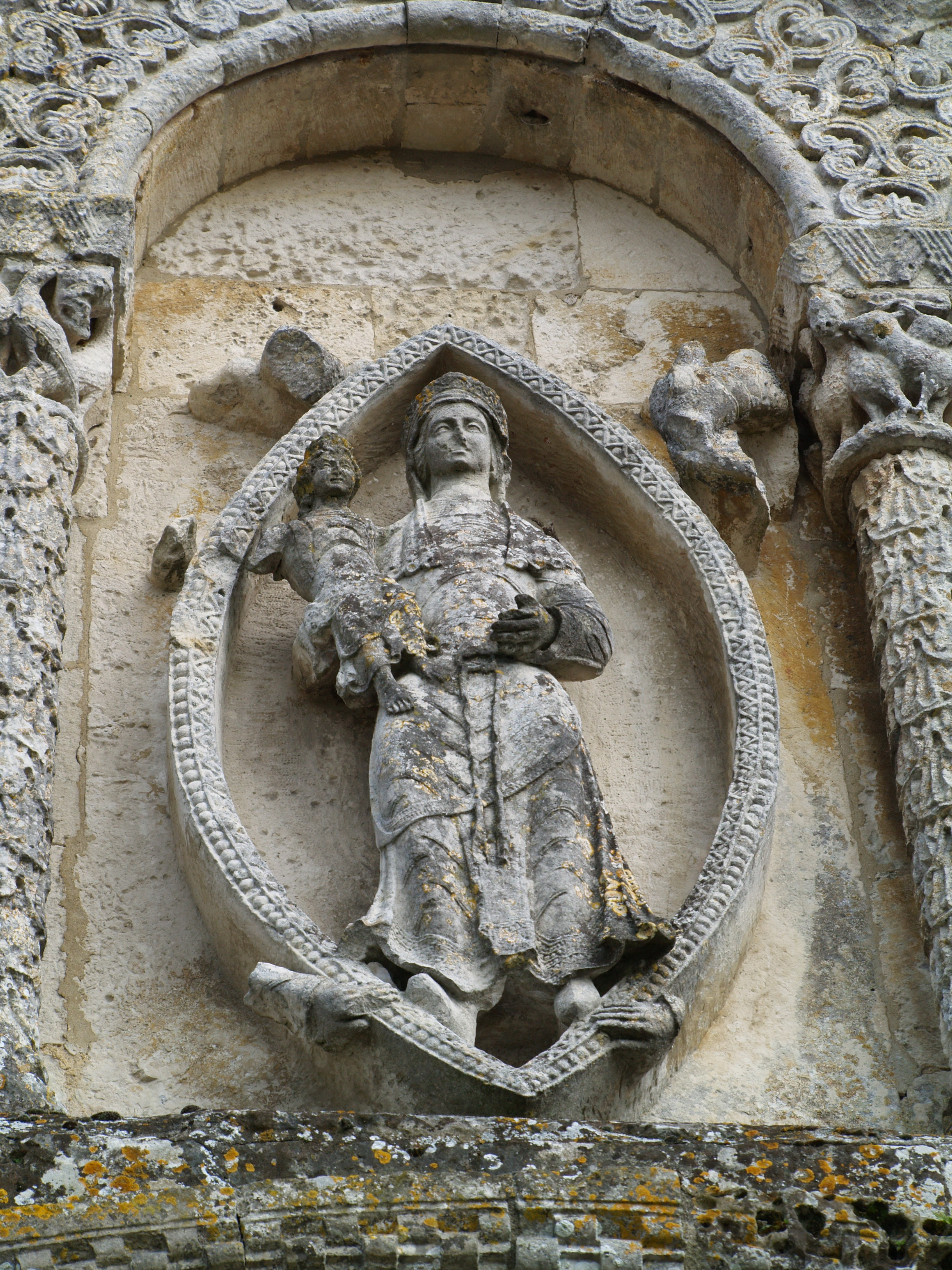
Maria in der Mandorla
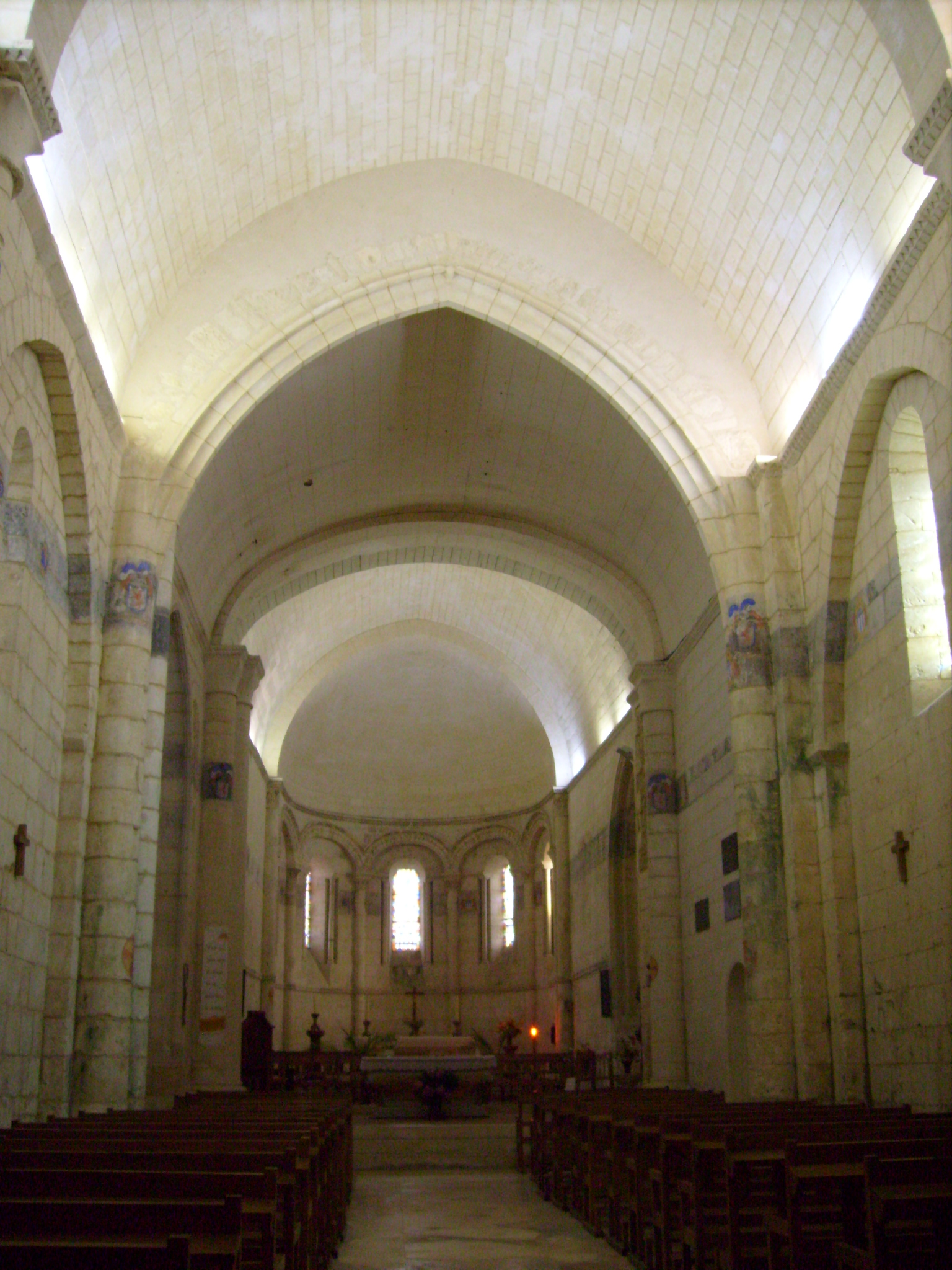
Kirchenschiff (→ Osten)
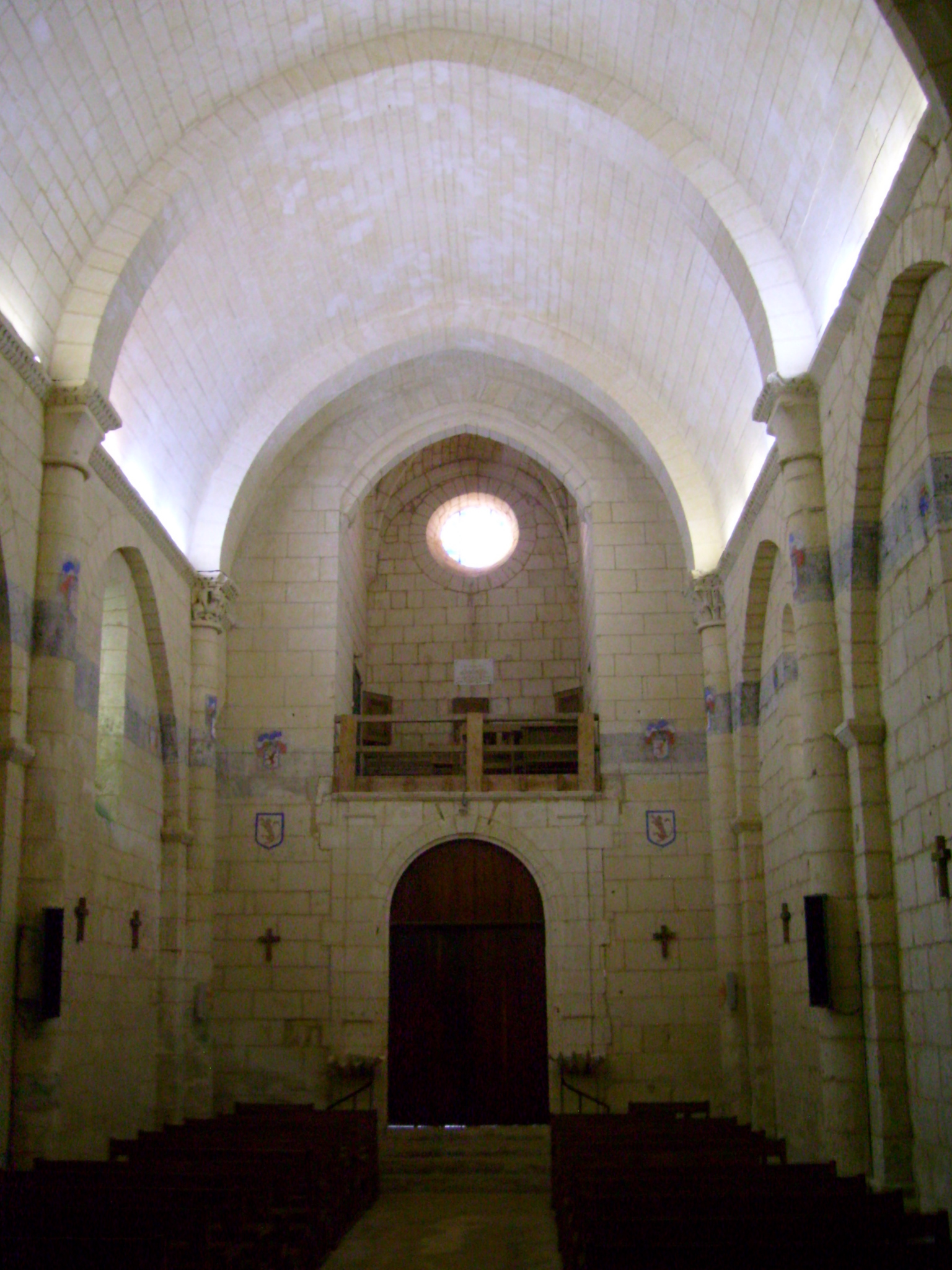
Kirchenschiff (→ Westen)